# Pseudolaguvia tenebricosa
Pseudolaguvia tenebricosa е вид лъчеперка от семейство Erethistidae.

## Разпространение
Видът е разпространен в Мианмар.